# Jan Kozák (překladatel)
Jan Kozák (* 21. května 1951 Praha) je český překladatel z němčiny, latiny a sanskrtu do češtiny, vydavatel starých nábožensky zaměřených textů.[zdroj?]

## Životopis
V letech 1969–1975 studoval archivnictví, dějepis a klínopis na Filozofické fakultě Univerzity Karlovy. Za protest proti normalizační politice Socialistického svazu mládeže nebyl připuštěn k uzavření studia. V letech 1976–1977 byl z politických důvodu vězněn ve Vinařicích.[zdroj?] V roce 1990 byl rehabilitován a v roce 1993 zakládá nakladatelství Bibliotheca gnostica, v němž začal vydávat texty gnostické povahy. V roce 2000 zakládá Prokopskou školu indoevropské duchovní tradice, kde mimo jiné vyučuje sanskrt a vykládá a propaguje základní principy údajné indoevropské duchovní tradice a vysvětluje její odlišnosti k tradici židokřesťanské.[zdroj?] Velmi kriticky se staví k biblickému křesťanství a židovství. Samotný obsah Bible považuje za zfalšovaný text původního učení gnostiků. 

Své přednášky realizoval mimo jiné v Náboženské společnosti českých unitářů.

## Kontroverze
Spisovatel Patrik Ouředník kritizuje fakt, že Kozákovy překlady gnostických textů jsou z větší části tvořeny komentářem prezentujícím učení překladatele. Kozáka taktéž přirovnává k amatérským indoevropeistům 19. století, zpochybňuje jeho znalosti hebrejštiny a označuje jej za vypjatého antisemitu.

## Publikační činnost
- Dvacet jedna řečí askety Gótama zvaného Buddha. 1993.
- Evangelium „neznámého“ boha. 1994.
- Křesťané před Kristem, za Krista a po Kristu. Výběr z qumránských textů, nejstarších zpráv katolických otců a spisů z Nag Hammadí. 1995.
- Příběh o povstání hada. Gnostický mýtus v několika podobách. 1996.
- Hippolytus: Vymítání všeho kacířstva. 1996.
- České lidové příběhy o vodnících. 2000.
- Kořeny indoevropské duchovní tradice. 2001.
- Tři přednášky o gnozi. 2002.
- Ašvaghóša: Příběh Buddhova života. 2005.
- Manuův zákoník. Mánavadharmašástram. 2012.
- Bhagavadgítá. 2018.